# Mistral AI
Mistral AI SAS è un'azienda francese di intelligenza artificiale (IA) con sede a Parigi. È specializzata in modelli linguistici di grandi dimensioni (LLM) a sorgente aperta e proprietari. Mistral AI è considerata una delle aziende più importanti in Europa nel campo dell'intelligenza artificiale.

## Nome
L'azienda prende il nome dal maestrale, un vento potente e freddo che spira da nord-ovest nel Mediterraneo occidentale. 

## Storia
Mistral AI è stata fondata nell'aprile 2023 da tre ricercatori francesi nell'ambito dell'intelligenza artificiale: Arthur Mensch, Guillaume Lample e Timothée Lacroix.
Mensch, esperto di sistemi di IA avanzati, è un ex dipendente di Google DeepMind; Lample e Lacroix, invece, sono specialisti di modelli di intelligenza artificiale su larga scala che avevano lavorato per Meta Platforms.  Il trio si è conosciuto durante gli studi presso l'École polytechnique

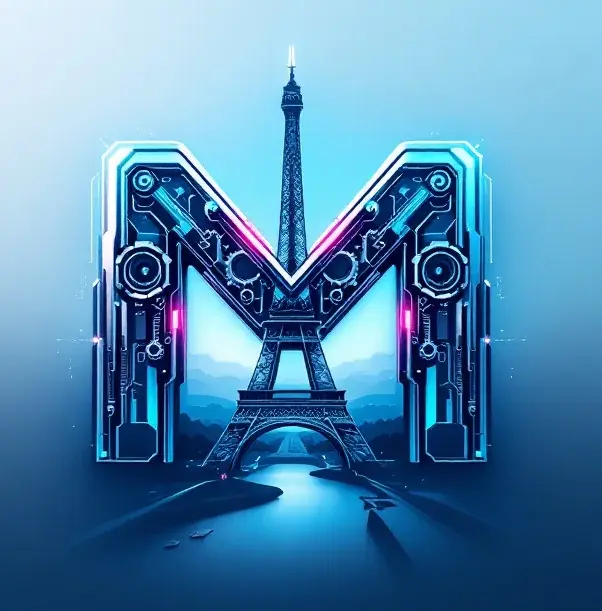
Esempio di un'immagine generata con Le Chat, il prompt è "Genera un'immagine che pensi che ti rappresenti, Mistral AI"

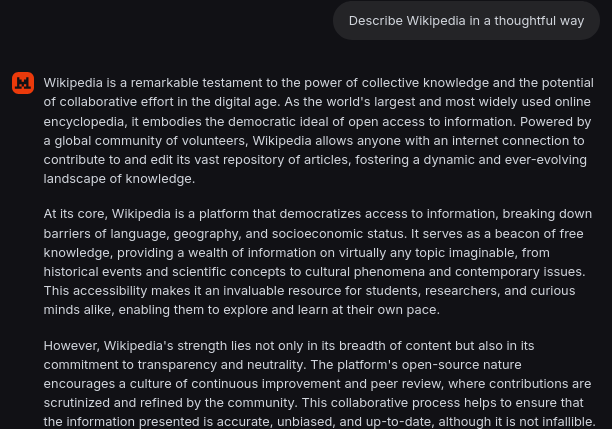
Schermata di Le Chat, chatbot di Mistral AI, che descrive Wikipedia

## Finanziamento
A giugno 2023 l'azienda ha effettuato una prima raccolta fondi da 105 milioni di euro, con investitori tra cui il fondo americano Lightspeed Venture Partners, Eric Schmidt, Xavier Niel e JCDecaux. La valutazione allora stimata dal Financial Times era di 240 milioni di euro.
Il 10 dicembre 2023, Mistral AI ha annunciato di aver raccolto 385 milioni di euro nel corso della sua seconda raccolta fondi. Il finanziamento coinvolse il fondo californiano Andreessen Horowitz, BNP Paribas e l'impresa statunitense Salesforce.
Entro dicembre 2023, il suo valore era di oltre 2 miliardi di dollari. Nel giugno 2024, Mistral AI si è assicurata un finanziamento di 600 milioni di euro, portando la sua valutazione a 5,8 miliardi di euro.
L'azienda era, al 12 giugno 2024, al quarto posto fra le aziende più valutate nella corsa globale all'intelligenza artificiale e al primo posto al di fuori della Bay Area di San Francisco, davanti a molti dei suoi concorrenti come Cohere, Hugging Face, Inflection e Perplexity. 
Il 27 febbraio 2024, Microsoft ha acquisito una partecipazione di minoranza nell'azienda.

## Servizi

### Le Chat
Le Chat è un assistente virtuale sviluppato da Mistral AI rilasciato il 26 febbraio 2024. È progettato per fornire informazioni e assistenza attraverso conversazioni in linguaggio naturale. Si tratta di uno dei primi assistenti virtuali sviluppati da un'azienda europea. Il 19 novembre 2024, Mistral AI ha annunciato aggiornamenti per Le Chat, implementando la possibilità di creare immagini, ricercare informazioni in rete e generare linee di codice.

#### Applicazione mobile
Il 6 febbraio 2025, Mistral AI ha rilasciato il suo assistente IA, Le Chat, su iOS e Android, rendendo i suoi modelli linguistici accessibili sui dispositivi mobili. Sono disponibili sia un piano gratuito che uno a pagamento.

## Modelli
Mistral fornisce quattro modelli di intelligenza artificiale generativi sulla sua piattaforma Le Chat e mette a disposizione anche altri modelli tramite la sua API.
| Nome                  | Data di rilascio | Numero di parameteri (miliardi) | Licenza                 |
| --------------------- | ---------------- | ------------------------------- | ----------------------- |
| Mistral Small 3 25.01 | Gennaio 2025     | 24                              | Apache 2.0              |
| Mistral Large 2 24.11 | Novembre 2024    | 123                             | Licenza Mistral Ricerca |
| Pixtral Large 24.11   | Novembre 2024    | 124                             | Licenza Mistral Ricerca |
| Ministral 8B 24.10    | Ottobre 2024     | 8                               | Licenza Mistral Ricerca |
| Ministral 3B 24.10    | Ottobre 2024     | 3                               | Proprietario            |
| Pixtral 24.09         | Settembre 2024   | 12                              | Apache 2.0              |
| Mistral Large 2 24.07 | Luglio 2024      | 123                             | Apache 2.0              |
| Codestral Mamba 7B    | Luglio 2024      | 7                               | Apache 2.0              |
| Mathstral 7B          | Luglio 2024      | 7                               | Apache 2.0              |
| Codestral 22B         | Maggio 2024      | 22                              | Proprietario            |
| Mistral 8x22B         | Aprile 2024      | 22                              | Apache 2.0              |
| Mistral Small         | Aprile 2024      | Sconosciuti                     | Proprietario            |
| Mistral Large 24.02   | Febbraio 2024    | Sconosciuti                     | Proprietario            |
| Mistral Medium        | Febbraio 2024    | Sconosciuti                     | Proprietario            |
| Mistral 8x7B          | Dicembre 2023    | 46.7                            | Apache 2.0              |
| Mistral 7B            | Settembre 2023   | 7.3                             | Apache 2.0              |

## Prestazioni

### Mistral 7B
Mistral AI ha affermato durante il rilascio di Mistral 7B che il modello supera LLaMA 2 13B su tutti i benchmark testati ed è alla pari con LLaMA 34B,  nonostante abbia solo 7 miliardi di parametri, una dimensione ridotta rispetto ai suoi concorrenti.

### Mistral Large 2
Secondo Mistral AI, le prestazioni di Large 2 nei benchmark sono comparabili con Llama 3.1 405B, in particolare nelle attività legate alla programmazione.  

### Mathstral 7B
Mathstral 7B ha ottenuto un punteggio del 56,6% secondo i parametri di riferimento MATH e del 63,47% in quelli MMLU.